# (7299) Indiawadkins
(7299) Indiawadkins (1992 WZ5) – planetoida z pasa głównego asteroid okrążająca Słońce w ciągu 4,24 lat w średniej odległości 2,62 j.a. Odkryta 21 listopada 1992 roku.